# Whip pan
Whip pan ( traducido a Barrido de latigazo), es un tipo de barrido conseguido con el movimiento rápido de la cámara. Este movimiento hace que las lentes de la cámara no puedan captar el movimiento nitidamente,dando como resultado en la aparición de unas líneas borrosas de movimiento en la imagen de la pantalla.
Muchos directores que usan esta técnica en la mayoría de sus películas son: Wes Anderson, Paul Thomas Anderson o Edgard Wright.

## Utilidades
Este barrido se puede usar para múltiples utilidades: 
- Para crear una transición que no de la sensación de corte entre dos planos. Ejemplo: "The Grand Budapest Hotel" . Muchas de las interacciones entre los personajes se desarrollan con este movimiento de cámara.[2]
- Para indicar el paso del tiempo.
- Para crear una transición de espacios. En este caso usará un corte de edición entre los dos espacios , pero no se percibe ya que se aprovecha del momento donde la imagen se encuentra borrosa. Ejemplo: "Boogie Nights". Donde la paralelad de las situaciones de los personajes que se encuentran en diferentes espacios se refleja con esta transición.[3]
- Para crear un ritmo frenético dentro de la escena. Ejemplo: "Whiplash". Donde el cambio de planos entre el batería y el director va aumentando el ritmo, conjuntamente con el ritmo de la música, creando así un ritmo conjunto dentro de la escena.[4]
- Para usos cómicos. La contraposición entre los dos planos crea una escena de comicidad. Ejemplo: "Con faldas y a lo loco". La diferencia entre las dos situaciones en las que se encuentran los protagonistas y cómo éstas van progresando crea esta comicidad.[1]